# Битка код Буваиба
Битка код Буваиба (арапски: معركة البويب‎) је био сукоб који се одиграо између снага Сасанидског царства и Рашидунског калифата убрзо након битке код моста.

## Увод
Битка код моста била је одлучујућа сасанидска победа која им је дала огроман подстицај да зауставе инвазију Арапа и протерају их из Месопотамије. Тако су Сасаниди напредовали са огромном војском како би се борили са остацима муслиманске војске у близини града Куфе на Еуфрату.
Калиф Омар послао је појачање у ову област, а оно се углавном састојало од људи који су се борили против муслимана током Ратовима Риде.

## Битка
Ел Мутана ибн Харита је успео да примора надолазећу персијску војску да пређе реку до места на коме су његови војници, који су били подељени у мање чете, могли да окруже своје бројчано супериорне противнике.
Рат се завршио са огромним успехом за муслимане, захваљујући не малој помоћи коју су им пружила локална хришћанска арапска племенима која су одлучила да помогну муслиманској војсци.Према Табарију, персијског вођу Михрана бин Бадана је убио  роб који је припадао двојици господара, Џариру и Ибн Хоберу (касније је дошло до спора између господара у вези са поделом Михрановог оружја и одеће које је морао да реши Ел Мутана ).Арапи су стекли замах за даље ширење својих похода против Сасанида и њихових савезника.